# Gracilitarsidae
Famille
Les Gracilitarsidae forment une famille fossile d'oiseaux, placée à la racine de l'ordre des Piciformes.

## Taxinomie
Les genres suivants peuvent être inclus dans cette famille :
- † Neanis
- † Gracilitarsus
- † Eutreptodactylus